# Bilbil czarnoczuby
Bilbil czarnoczuby (Rubigula melanictera) − gatunek małego ptaka z rodziny bilbili (Pycnonotidae). Endemit Sri Lanki. Nie jest zagrożony wyginięciem.

## Systematyka
Gatunek ten po raz pierwszy zgodnie z zasadami nazewnictwa binominalnego opisał w 1789 roku niemiecki przyrodnik Johann Friedrich Gmelin w 13. edycji linneuszowskiego Systema Naturae. Autor nadał gatunkowi nazwę Muscicapa melanictera. Jako miejsce typowe wskazał Cejlon.
Systematyka tego taksonu znacząco zmieniła się w pierwszych dwóch dekadach XXI wieku. Gatunek był zaliczany do rodzaju Pycnonotus. W tradycyjnym ujęciu systematycznym wyróżniano 12 podgatunków występujących w Azji Południowej i Południowo-Wschodniej – od Indii i Sri Lanki po Indonezję. Na podstawie wyników badań przedstawionych w dwóch publikacjach w 2005 roku dokonano podziału tego taksonu (tzw. „split”) i w obrębie P. melanicterus pozostawiono tylko występujący w Sri Lance podgatunek nominatywny, 3 podgatunki podniesiono do rangi monotypowych gatunków: P. dispar, P. gularis, P. montis, zaś 8 pozostałych podgatunków zaliczono do gatunku P. flaviventris. Później wyodrębniono wszystkie te taksony do osobnego rodzaju Rubigula.

## Morfologia
Długość ciała 18–19 cm. Bilbil czarnoczuby ma intensywnie czarną głowę. Posiada stosunkowo długi ogon z zaokrąglonymi sterówkami. Z wierzchu jego upierzenie jest barwy ciemnooliwkowozielonej, najbardziej żółte jest na kuprze. Spodnia część ciała ma kolor intensywnie szafranowożółty, z oliwkowym zmętnieniem na piersi. Skrzydła i ogon są bardziej brązowe. Tęczówka jasnobrązowa do czerwonej (kolor częściowo zależy od wieku ptaka). Dziób czarny; nogi ciemnoróżowawoszare do czarniawych. Nie występuje dymorfizm płciowy. Młode osobniki maja barwę ciemnobrązową na czubku głowy i karku, mają też bardziej matową tęczówkę od osobników dorosłych.

## Występowanie
Bilbil czarnoczuby jest endemitem Sri Lanki. Zasiedla otwarte lasy, lasy wtórne w różnych stadiach regeneracji, lasy galeriowe, obrzeża lasów i przyległe ogrody. Występuje od nizin po niższe góry – do co najmniej 1200 m n.p.m.

## Rozród
Sezon lęgowy trwa od marca do września. Buduje gniazda w gęstym listowiu na wysokości 1–3 m nad ziemią. Samica składa od dwóch do trzech jaj.

## Pożywienie
Odżywia się głównie owadami, zjada także drobne jagody i nasiona. Żeruje najczęściej w parach, czasem w grupach liczących 3–4 osobniki, niekiedy razem z innymi gatunkami bilbili.

## Status zagrożenia
Międzynarodowa Unia Ochrony Przyrody (IUCN) uznaje bilbila czarnoczubego za gatunek najmniejszej troski (LC, Least Concern). Liczebność populacji nie została oszacowana, ale ptak ten opisywany jest jako zazwyczaj pospolity. BirdLife International ocenia trend liczebności populacji jako prawdopodobnie spadkowy ze względu na odłów za pomocą pułapek.